# Turcia
Turcia település Spanyolországban, León tartományban. Lakosainak száma 986 fő (2024).

## Földrajza
Turcia Benavides, Quintana del Castillo, Carrizo de la Ribera, Cimanes del Tejar és Santa Marina del Rey községekkel határos.

## Népesség
A település lakosságának változását az alábbi diagram mutatja:
| Lakosok száma | 1303 | 1216 | 1178 | 1167 | 1112 | 1091 | 1035 | 993  | 993  | 986  |
|               | 2001 | 2004 | 2007 | 2009 | 2012 | 2014 | 2017 | 2019 | 2022 | 2024 |